# Триоксихлорид рения
Триоксихлорид рения — неорганическое соединение, 
оксосоль металла рения и соляной кислоты (или хлорангидрид рениевой кислоты)
с формулой ReO3Cl,
бесцветная жидкость,
реагирует с водой.

## Получение
- Окисление кислородом воздуха смеси хлорида рения(V) и хлорида рения(III):

{\displaystyle {\mathsf {ReCl_{5}+3ReCl_{3}+6O_{2}\ {\xrightarrow {}}\ 4ReO_{3}Cl+5Cl_{2}}}}
- Действие тетрахлорметана или хлороводорода на оксид рения(VII):

{\displaystyle {\mathsf {Re_{2}O_{7}+CCl_{4}\ {\xrightarrow {}}\ 2ReO_{3}Cl+COCl_{2}}}}
{\displaystyle {\mathsf {Re_{2}O_{7}+2HCl\ {\xrightarrow {t}}\ 2ReO_{3}Cl+H_{2}O}}}
- Хлорирование оксида рения(VI):

{\displaystyle {\mathsf {2ReO_{3}+Cl_{2}\ {\xrightarrow {160-190^{o}C}}\ 2ReO_{3}Cl}}}
- Окисление дисульфида рения смесью хлора и кислорода:

{\displaystyle {\mathsf {2ReS_{2}+3Cl_{2}+3O_{2}\ {\xrightarrow {}}\ 2ReO_{3}Cl+2S_{2}Cl_{2}}}}

## Физические свойства
Триоксихлорид рения образует бесцветную легколетучую жидкость,
разлагается под действием солнечного света и воды. Во влажном воздухе дымит, быстро гидролизуясь.

## Химические свойства
- Реагирует с водой:

{\displaystyle {\mathsf {ReO_{3}Cl+H_{2}O\ {\xrightarrow {}}\ HReO_{4}+HCl}}}